# Статусний рух
Ста́тусний ру́х — етап боротьби радянських політв'язнів за надання їм правового статусу, що захищає їхню гідність і який відповідає міжнародним актам щодо прав людини. Цей етап почався 1974  року з ініціативи Якова Сусленського і тривав до 1978  року включно. Особливістю етапу був явочний, несанкціонований владою перехід політв'язнів на статус, якого вони домагались.

## Мотиви руху
Явочний перехід на статус був фактичним підтвердженням намірів політв'язнів домагатись правового статусу і означав відмову від примусової праці та від виконання принизливих для гідності людини умов ув'язнення.
Мотиви руху викладені в Зверненні групи політв'язнів до ООН. 

«Не бажаючи визнати незаперечного факту існування опозиції проти існуючого режиму, а також факту національно-визвольного руху народів СРСР, влада цієї країни не визнає наявності політв'язнів у Радянському Союзі і позбавляє нас прав, передбачених відповідним до нашого становища статусом».

Текст Звернення написав Яків Сусленський в грудні 1974  року. Його підписали: Яків Сусленський, Павло Кампов, Юрій Гродецький, Микола Бондар, Анатолій Здоровий, Віталій Калиниченко, Степан Сапеляк. Під час побачення з дружиною, Сусленський передав їй таємно Звернення. В Москві його дружина передала Звернення Петрові Якіру, а від нього воно вийшло за кордон. Текст Звернення був надрукований в журналі НТС «Посев» (ч. 6, 1975). 

## Історія руху
Першим, вкінці 1974  року, на статус перейшов Віталій Калиниченко. А організований перехід політв'язнів на статус почався 10 січня 1975  року. В той день Яків Сусленський, Юрій Гродецький, Микола Бондар, Анатолій Здоровий, Володимир Балахонов подали заяви до Президії Верховної Ради СРСР з вимогою надання їм статусу політв'язнів. Із осіб, які підписали Звернення до ООН, двоє — Степан Сапеляк і Павло Кампов — від участі в акції відмовились.
Через місяць особи, які подали заяви з вимогою надання їм статусу, не отримавши задовільної відповіді, самовільно перейшли на статус. Вони відмовились від примусової праці та від виконання інших принизливих вимог режиму.
За явочний перехід на статус політв'язнів карали штрафним ізолятором, поміщали їх в приміщення камерного типу, а потім через суд міняли їм режим ув'язнення — на три роки переводили в  Володимирську тюрму. По прибутті до Володимирської тюрми їх переводили на суворий режим — режим пониженого харчування та додаткових обмежень на листування і заборони побачень з рідними. Суворий режим тривав до чотирьох місяців.
Репресії проти перших статусників не припинили рух. В 1975  році у Володимирській тюрмі була зосереджена більшість статусників. Частина з них перейшла на статус в самій тюрмі.
В квітні 1975 року політв'язні 15-ї камери 4-го корпусу  Володимирської тюрми розробили проект Статусу політв'язня. Авторами проекту були: Володимир Буковський, Левко Лук'яненко, Давид Черноглаз, Микола Будулак-Шаригін, Владлен Павленков та інші, разом 9 осіб.
В травні 1975 року остаточно відредагований Проект був переписаний бісерним почерком в камері 32-й 3-го корпусу. В камері тоді були: Володимир Буковський, Давид Черноглаз, Йосиф Мешенер, Анатолій Здоровий. Проект був розповсюджений серед всіх політв'язнів Володимирської тюрми. Його вдалося передати в мордовські та уральські політичні табори. В червні 1975  року Проект був уже в Москві, а звідти потрапив за кордон. На Заході Проект був відомий як Звернення 67-ми.
В документі аргументувались вимоги статусу і були викладені його положення: окреме утримання політв'язнів від кримінальників, отримання літератури та користування нею без обмежень, право на побачення з будь-якими особами без обмеження, те саме і щодо листування, право користуватись будь-якою мовою, гарантія свободи совісті в місцях позбавлення волі, можливість вільних контактів з усіма політв'язнями в межах тюрми, заборона примусового перевиховання політв'язнів.
Положення про перехід на статус було розроблене Яковом Сусленським і Володимиром Балахоновим.
Рух статусників підтримали московські правозахисники. Журнал «Посев» N 9 за 1975 рік писав:

«Три члени Ініціативної групи захисту прав людини в СРСР, які залишились на волі — Т. Великанова, Т. Тодорович, і Г. Підьяпольський — оприлюднили звернення з вимогою визнати статус політичних в'язнів. У своєму зверненні вони вказують, що до червня 1975 року всі або майже всі політв'язні Володимирської тюрми відмовились від примусової праці. Скасування примусової праці — одне з основних положень статусу політв'язнів. У зверненні названі прізвища Я. Сусленського, Ю. Гродецького, М. Бондаря, В. Калиниченка, А. Чекаліна, Г. Роде, Й. Мешенера, В. Балахонова, які вже зажадали визнання за ними цього статусу. Автори звернення наводять численні приклади покарання політв'язнів Володимирської тюрми за відмову від примусової праці, приклади послідовного переходу на статус явочним шляхом. Наведені права, якими мають користуватись політв'язні в тюрмах і таборах».

Наслідками боротьби статусників у Володимирській тюрмі стали: припинення на деякий час переведення політв'язнів з таборів на тюремний режим та тимчасове припинення репресій за відмову від примусової праці в тюрмі.

## Учасники руху
Загальне число осіб, які взяли участь в боротьбі за статус політв'язня і за це були репресовані, за оцінкою Якова Сусленського, сягало ста. У Володимирській тюрмі були зосереджені особи, що вийшли на статус політв'язня:
Українці: Юрій Шухевич, Левко Лук'яненко, Валентин Мороз, Микола Будулак-Шаригін, Олесь Сергієнко, Зиновій Антонюк, Анатолій Здоровий,  Григорій Приходько, Володимир Ракицький, Микола Бондар, Андрій Турик, Роман Гайдук, Зорян Попадюк, Василь Федоренко, Леонід Педан.
Євреї: Яків Сусленський, Михайло Макаренко, Йосиф Мешенер, Давид Черноглаз, Арье Вудка, Гілель Бутман, Арье Хнох, Ізраель Залмансон.
Росіяни: Володимир Балахонов, Володимир Буковський, Юрій Федоров, Кронід Любарський, Володимир Афанасьєв, Георгій Давидов, Олександр Чекалін, Євген Пашнін, Владлен Павленков, Вітольд Абанькін, Олексій Сафронов, Юрій Гродецький (росіянин польського походження).
Особи інших національностей: Гунар Роде, Георгій Гладь, Баграт Шахвердян, Йонас Вальдман, Ма-Хун, Бабур Шакіров.
З початку 1976  року влада перестала відправляти у  Володимирську тюрму статусників. Однак рух не припинявся. Перебуваючи в таборах, на статусі, були політв'язні: Паруйр Айрікян, Михайло Хейфец, Ірина Калинець, Ірина Сеник, Нійоле Садунайте,  В'ячеслав Чорновіл, Данило Шумук,  Оксана Попович, Володимир Осіпов.
Наведений тут список статусників не є повним.

## Альтернативна версія
Існує інша версія статусного руху, якої дотримується Харківська правозахисна група . Згідно з цією версією, ідея статусу належить політв'язням Кроніду Любарському та Олексію Мурженку, а явочний перехід політв'язнів на статус почався 1976 року. 